# Linburne
Linburne, Limburne of Limbourne is een verdwenen plaats in het Engelse graafschap Suffolk. Linburne komt in het Domesday Book (1086) voor als 'Linburna'. Indertijd was het een heerlijkheid van de abdij van Bury St Edmunds, waarop een bevolking leefde van 2½ huishoudens. Het landgoed had een belastingopbrengst van 0,3 geld. Het plaatsje lag in de buurt van de rivier de Waveney, waaraan een watermolen stond die in de tijd van het Domesday Book eigendom was van het Benedictijner klooster van Bungay. Een nieuwere molen op dezelfde plaats werd in 1767 te koop aangeboden, waarbij de molenaar van de 'common' of meent van Limbourne gebruik mocht maken. In 1846 werd het gehucht nog genoemd in een historisch werk van Alfred Suckling. Deze schreef (over het Domesday Book): "het gehucht Linburna - het tegenwoordige Linburne".